# Jakob Hegelund
Hendrik Jakob Emanuel Frederik Hegelund (10. února 1871, Paamiut – ?) byl grónský lovec a zemský rada zasedajicí v první jihogrónské zemské radě.

## Životopis
Jakob Hegelund byl synem bednáře Hermana Kristiana Jørgena Hegelunda a jeho manželky Tine Birthe Gjertrud Johanne. Povoláním byl lovec. V roce 1911 byl zvolen do první zemské rady Jižního Grónska, kde nechyběl na žádném zasedání až do konce volebního období v roce 1916. V únoru 1950 mu bylo v listu Grønlandsposten blahopřáno jako nejstaršímu muži Paamiutu k jeho údajným 80. narozeninám, ačkoli mu bylo teprve 79. Datum jeho úmrtí však není známo. Jeho synovcem byl zemský rada Sofus Nyekjær (1891–?).